# Crotalus tancitarensis
Crotalus tancitarensis este o specie de șerpi din genul Crotalus, familia Viperidae, descrisă de Alvarado-díaz și Campbell în anul 2004. Conform Catalogue of Life specia Crotalus tancitarensis nu are subspecii cunoscute.